# Borneói orangután
A borneói orangután (Pongo pygmaeus) a Pongo nem egyik faja.

## Előfordulása
A borneói orangután Borneó szigetén honos.

## Alfajai
- Pongo pygmaeus morio
- Pongo pygmaeus pygmaeus
- Pongo pygmaeus wurmbii

## Megjelenése

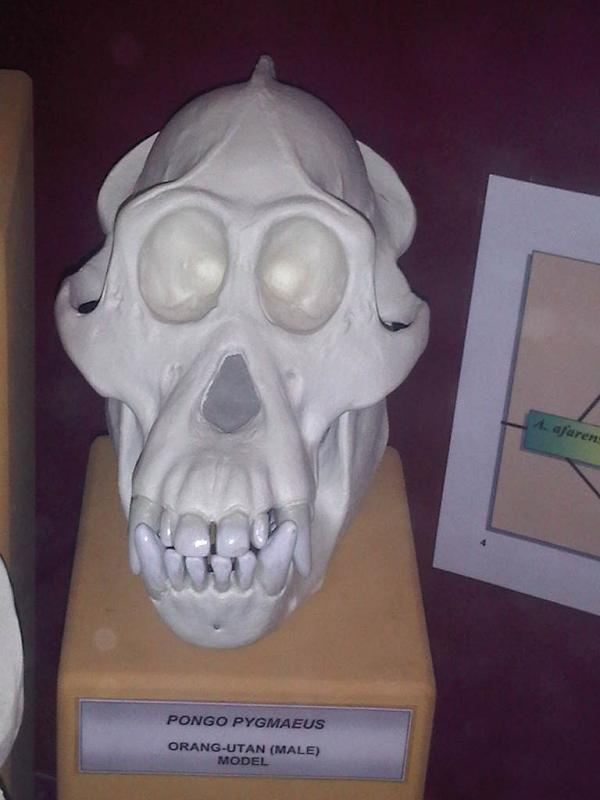
Hím borneói orangután koponya

A nemi kétalakúsága erőteljes: a hímek 50–90 kg-osak, a nőstények 30–50 kg-osak ; az idős hím borneói orangután jellegzetes pofalemezeket növeszt. Testét hosszú, vörös szőrzet borítja. Karjai igen hosszúak, karfesztávolsága 2–2,25 m.

## Egyéb érdekesség
Magyarországon csak a Nyíregyházi Állatparkban fordul elő.